# Middelgraaflaan e.o.
Middelgraaflaan e.o. is een buurt gelegen in de Arnhemse wijk Malburgen-Oost (Zuid) in Arnhem-Zuid. Het is een buurt met 915 woningen. 96,7% van de woningen zijn appartementen, in tegenstelling tot de buurt Immerloo I, dat vooral uit rijtjeshuizen bestaat.

## Winkelcentra
Deze buurt beschikt over winkelcentrum Drieslag.

## Openbaar vervoer
Middelgraaflaan e.o. is goed bereikbaar met het openbaar vervoer. Bij de halte De Monchyplein stoppen lijn 2, 3, 33 en 300. Lijn 2 rijdt naar De Laar West via het Winkelcentrum Kronenburg, deze lijn heeft tegelijkertijd een goede verbinding tussen Winkelcentrum Kronenburg en Elderveld. Lijn 3 rijdt een paar haltes verder, door Immerloo I en 
II naar Het Duifje. Lijn 33 en 300 rijden beide door Malburgen-Oost, en Huissen naar Station Nijmegen.